# Campeonato Paulista de Futebol de 1927 (APEA)
O Campeonato de Foot-Ball da Associação Paulista de Sports Athleticos de 1927 foi a 15.ª edição do campeonato organizado pela APEA, jogado pelos clubes paulistas filiados a esta associação. É reconhecido como legítima edição do Campeonato Paulista de Futebol pela FPF.
O campeão foi o Palestra Itália (atual Palmeiras), que atingiu seu terceiro título estadual e conseguiu seu primeiro bicampeonato de competição expressiva em sua história.

## História
O destaque histórico desta competição foi o Guarani de Campinas, que pela primeira vez participou da competição e chegou ao quadrangular final (onde se somavam os pontos da primeira fase e do quadrangular, para se apurar o campeão).
Outro grande destaque histórico da competição foi o time do Santos, que conseguiu o feito de ser o primeiro time a atingir a marca de 100 gols num mesmo paulista, configurando uma média de 6,25 gols por jogo (foram 16 jogos realizados pelo clube).
Nesse campeonato foram realizados 91 jogos, sendo feito 536 gols com média de 5,89 por jogo.
O artilheiro foi Araken Patusca, da equipe do Santos com 31 gols.

## Jogo do título[6][3]
| 4 de março de 1928 | Santos                  | 2-3 | Palestra Itália                      | Estádio Urbano Caldeira                  |
|                    | 2' Siriri · 75' Camarão |     | 15' Tedesco · 57' Lara · 66' Perillo | Público: 15,000 Árbitro: Antero Molinari |

Santos: Athiê; Bilu e Meira; Hugo, Júlio e Alfredo; Omar, Camarão, Siriri, Araken Patusca e Evangelista.
Palestra Itália: Perth; Bianco e Miguel; Xingo, Gollardo e Serafini; Tedesco, Heitor, Armandinho, Lara e Perillo. Técnico: Joaquim Almeida (Bororó).

## Premiação
| Campeão Paulista de 1927 (Campeonato da APEA) |
| --------------------------------------------- |
| PALESTRA ITÁLIA (3º título)                   |

## Classificação final
| Classificação - Final | Classificação - Final       | Classificação - Final | Classificação - Final | Classificação - Final | Classificação - Final | Classificação - Final | Classificação - Final | Classificação - Final | Classificação - Final |
| Time | Time                        | PG                    | J                     | V                     | E                     | D                     | GP                    | GC                    | SG                    |
| --- | --------------------------- | --------------------- | --------------------- | --------------------- | --------------------- | --------------------- | --------------------- | --------------------- | --------------------- |
| 1 | Palestra Itália             | 43                    | 16                    | 14                    | 1                     | 1                     | 89                    | 22                    | 67                    |
| 2 | Santos                      | 42                    | 16                    | 14                    | 0                     | 2                     | 100                   | 33                    | 67                    |
| 3 | Corinthians                 | 36                    | 16                    | 12                    | 0                     | 4                     | 60                    | 32                    | 28                    |
| 4 | Guarani                     | 31                    | 16                    | 10                    | 1                     | 5                     | 58                    | 42                    | 16                    |
| 5 | Portuguesa                  | 21                    | 13                    | 7                     | 0                     | 6                     | 43                    | 44                    | - 1                   |
| 6 | São Paulo Alpargatas        | 19                    | 13                    | 6                     | 1                     | 6                     | 34                    | 41                    | - 7                   |
| 7 | República                   | 19                    | 13                    | 6                     | 1                     | 6                     | 29                    | 39                    | - 10                  |
| 8 | Sílex                       | 13                    | 11                    | 4                     | 1                     | 6                     | 23                    | 27                    | - 4                   |
| 9 | Barra Funda                 | 10                    | 11                    | 3                     | 1                     | 7                     | 11                    | 37                    | - 26                  |
| 10 | Corinthians de São Bernardo | 10                    | 13                    | 3                     | 1                     | 9                     | 20                    | 43                    | - 23                  |
| 11 | Auto-Audax                  | 10                    | 13                    | 3                     | 1                     | 9                     | 17                    | 48                    | - 31                  |
| 12 | Comercial                   | 9                     | 9                     | 3                     | 0                     | 6                     | 13                    | 22                    | - 9                   |
| 13 | Primeiro de Maio            | 9                     | 12                    | 3                     | 0                     | 9                     | 29                    | 43                    | - 14                  |
| 14 | Ypiranga                    | 6                     | 12                    | 2                     | 0                     | 10                    | 19                    | 65                    | - 46                  |
| PG - pontos ganhos; J - jogos; V - vitórias; E - empates; D - derrotas; GP - gols pró; GC - gols contra; SG - saldo de gols |                             |                       |                       |                       |                       |                       |                       |                       |                       |

## Campanha do campeão
03/05/27 - Palestra Itália 6 x 2 Comercial 
15/03/27 - Palestra Itália 6 x 1 Alpargatas 
29/05/27 - Palestra Itália 5 x 0 Ypiranga 
05/06/27 - Palestra Itália 9 x 0 1º de Maio 
12/06/27 - Guarani 1 x 1 Palestra Itália 
20/06/27 - Palestra Itália 5 x 1 Sílex 
03/07/27 - Palestra 9 x 0 Barra Funda 
17/07/27- Palestra Itália 11 x 2 Corinthians SBC 
31/07/27 - Palestra Itãlia 9 x 2 República 
21/08/27 - Palestra Itália 3 x 1 Corinthians 
29/08/27 - Palestra Itália 6 x 2 Americano 
18/09/27 - Palestra Itália 7 x 2 Portuguesa 
22/01/28 - Palestra Itália 4 x 1 Santos 
26/02/28 - Palestra Itália 4 x 2 Guarani 
04/03/28 - Santos 2 x 3 Palestra Itália 
11/03/27 - Palestra Itália 1 x 3 Corinthians  